# Středoafrická republika na letních olympijských hrách
Středoafrická republika se letních olympijských her poprvé účastnila v roce 1968, kdy vyslala svoji výpravu na hry v Ciudad de México. Podruhé se účastnila letních olympijských her až v roce 1984, které se konaly v Los Angeles. Středoafrická republika je od tohoto roku pravidelným účastníkem letních olympijských her. 
Toto je přehled účastí, medailového zisku a vlajkonošů na dané sportovní události.

## Účast na Letních olympijských hrách
| Dějiště LOH            | LOH      | Vlajkonoš                         | Zlatá medaile | Stříbrná medaile | Bronzová medaile | Celkem |
| ---------------------- | -------- | --------------------------------- | ------------- | ---------------- | ---------------- | ------ |
| 1968 Ciudad de México  | LOH 1968 | nebyl                             |               |                  |                  | 0      |
| 1972 Mnichov           | 1972     |                                   |               |                  |                  | Ne     |
| 1976 Montréal          | 1976     |                                   |               |                  |                  | Ne     |
| 1980 Moskva            | 1980     |                                   |               |                  |                  | Ne     |
| 1984 Los Angeles       | LOH 1984 | André Marie Sayet                 |               |                  |                  | 0      |
| 1988 Soul              | LOH 1988 | nebyl                             |               |                  |                  | 0      |
| 1992 Barcelona         | LOH 1992 | nebyl                             |               |                  |                  | 0      |
| 1996 Atlanta           | LOH 1996 | Mickaël Conjungo                  |               |                  |                  | 0      |
| 2000 Sydney            | LOH 2000 | Zacharia Maidjida                 |               |                  |                  | 0      |
| 2004 Athény            | LOH 2004 | Ernest Ndissipou                  |               |                  |                  | 0      |
| 2008 Peking            | LOH 2008 | Mireille Dereboba-Ngaisset        |               |                  |                  | 0      |
| 2012 Londýn            | LOH 2012 | Seulki Kang                       |               |                  |                  | 0      |
| 2016 Rio de Janeiro    | LOH 2016 | Chloe Sauvourel                   |               |                  |                  | 0      |
| 2020 Tokio             | LOH 2020 | Chloe Sauvourelová Francky Mbotto |               |                  |                  | 0      |
| 2024 Paříž             | LOH 2024 |                                   |               |                  |                  | x      |
| Celkem                 | 11       |                                   | 0             | 0                | 0                | 0      |
| Zdroj na Olympedia.org |          |                                   |               |                  |                  |        |